# Don Haskins

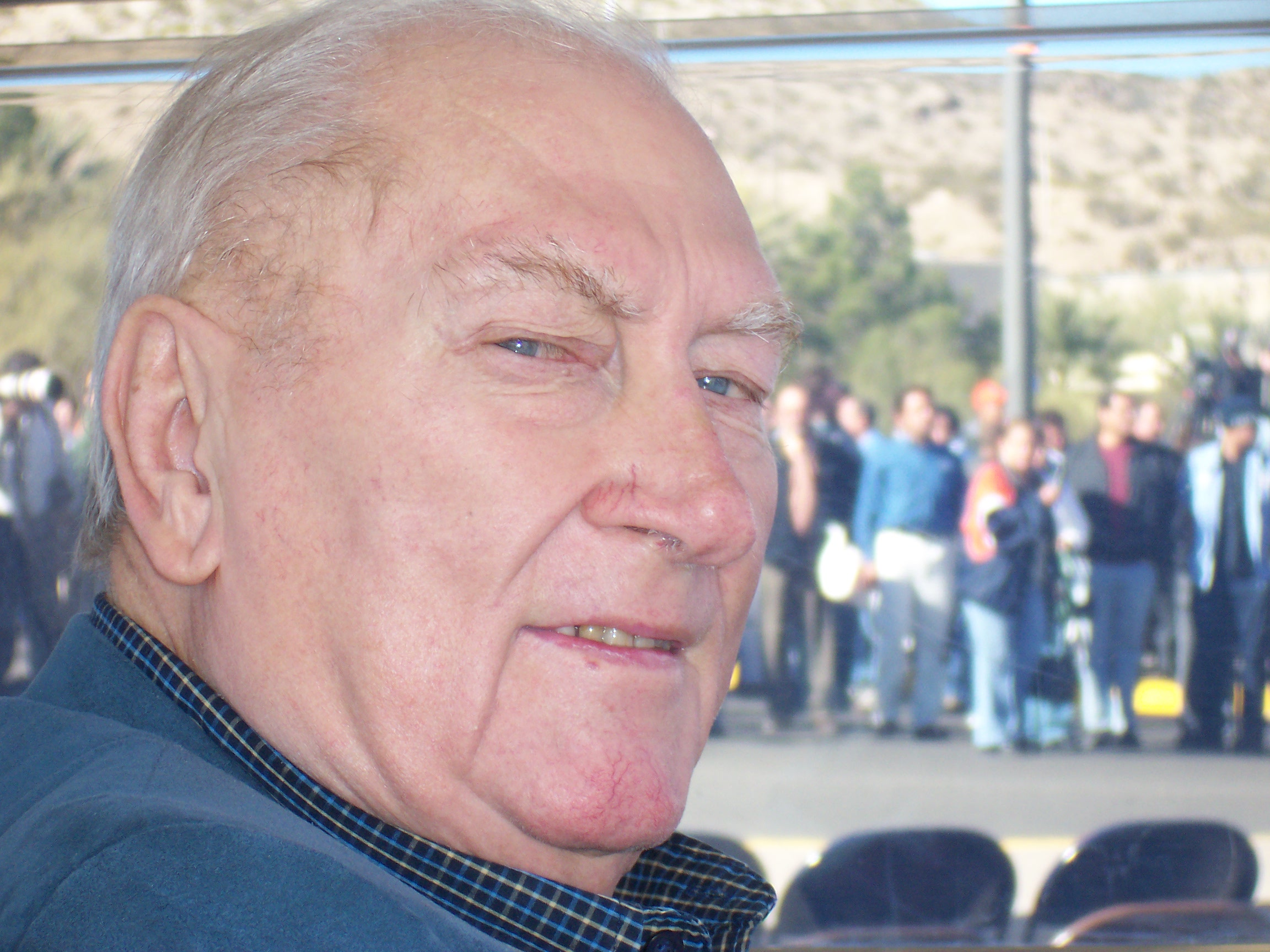
Don Haskins

Donald Lee „Don“ Haskins (* 14. März 1930 in Enid, Oklahoma; † 7. September 2008) war Trainer der Basketball-Mannschaft des Texas Western College in der National Collegiate Athletic Association.

## Leben
Er gewann mit der ersten Mannschaft, in der ausschließlich schwarze Spieler in der Startformation spielten, das NCAA-Basketball-Tournament 1966 gegen die von Adolph Rupp trainierte University of Kentucky mit einem 72:65-Sieg im National Championship Game.
Das Spiel ging in die Geschichte als ein wesentlicher Bestandteil der Bürgerrechtsbewegung in den Vereinigten Staaten ein.
Don Haskins wurde 1997 in die Naismith Memorial Basketball Hall of Fame aufgenommen. Mit der Aufnahme der 1966er Miners im Jahre 2007 wurde er zum insgesamt zweiten Mal in die Hall of Fame aufgenommen.
Seine Karriere als Basketball-Trainer wurde auch im Film Spiel auf Sieg, der im Original Glory Road heißt, verfilmt.